# Economia d'Hondures

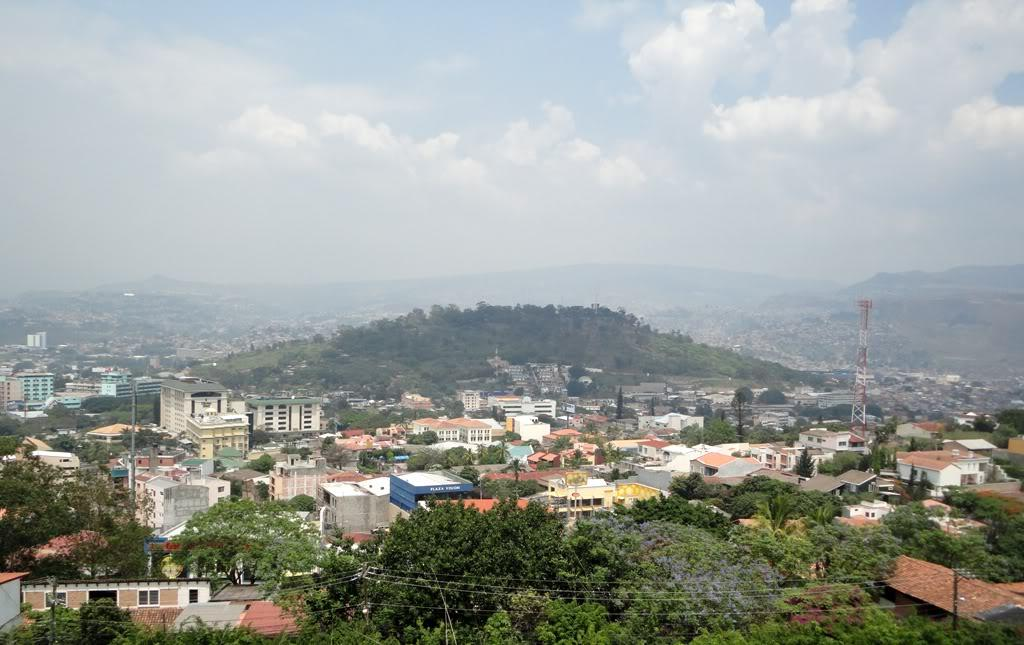
Tegucigalpa.

Hondures, el segon país més pobre de l'Amèrica Central i un dels més pobres de l'Occident, sofreix amb una distribució de renda molt desigual i amb elevada atur. Històricament depèn del cultiu de la banana i cafè, en els últims anys les seves exportacions es van diversificar i ara inclouen robes i cables elèctrics per a automòbils. Meitat de l'economia del país depèn dels Estats Units, sent 30% del PIB originari de les exportacions, i 20% de l'enviament de diner per hondurenys residents en aquell país.
Malgrat els alts nivells d'atur i d'inflació l'economia hondurenya va demostrar un creixement sostingut anual d'un 5%. Amb la signatura del Tractat de Lliure Comerç entre els Estats Units d'Amèrica, Centreamèrica i la República Dominicana (CAFTA-DR), i recentment el Canadà, s'espera molta més inversió estrangera i major creixement econòmic.
Els principals productes d'exportació hondurenys són el cafè, tèxtils, gambetes, bananes, oli de palmell africà, or, fruites i fusta. El govern duu a terme projectes per promoure i expandir el sector industrial, diversificar l'agricultura, millorar els mitjans de transport i desenvolupar projectes hidroelèctrics. En la dècada passada, Hondures es va convertir en el tercer major exportador de tèxtils als Estats Units després de la República Popular de la Xina i Mèxic. Un gran percentatge de les exportacions hondurenyes són dirigides als Estats Units, la qual cosa és el seu principal soci comercial.

## Turisme

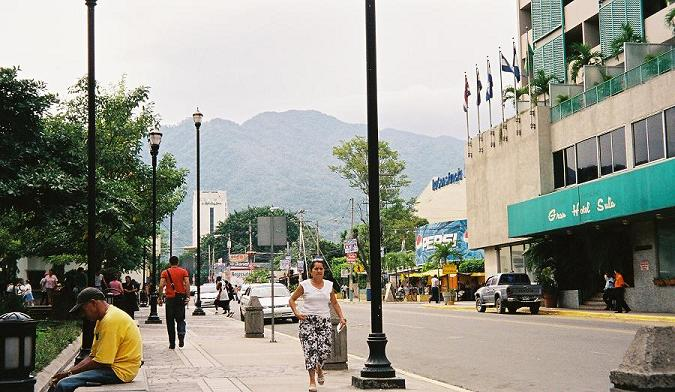
Centre de la ciutat de San Pedro Sula.

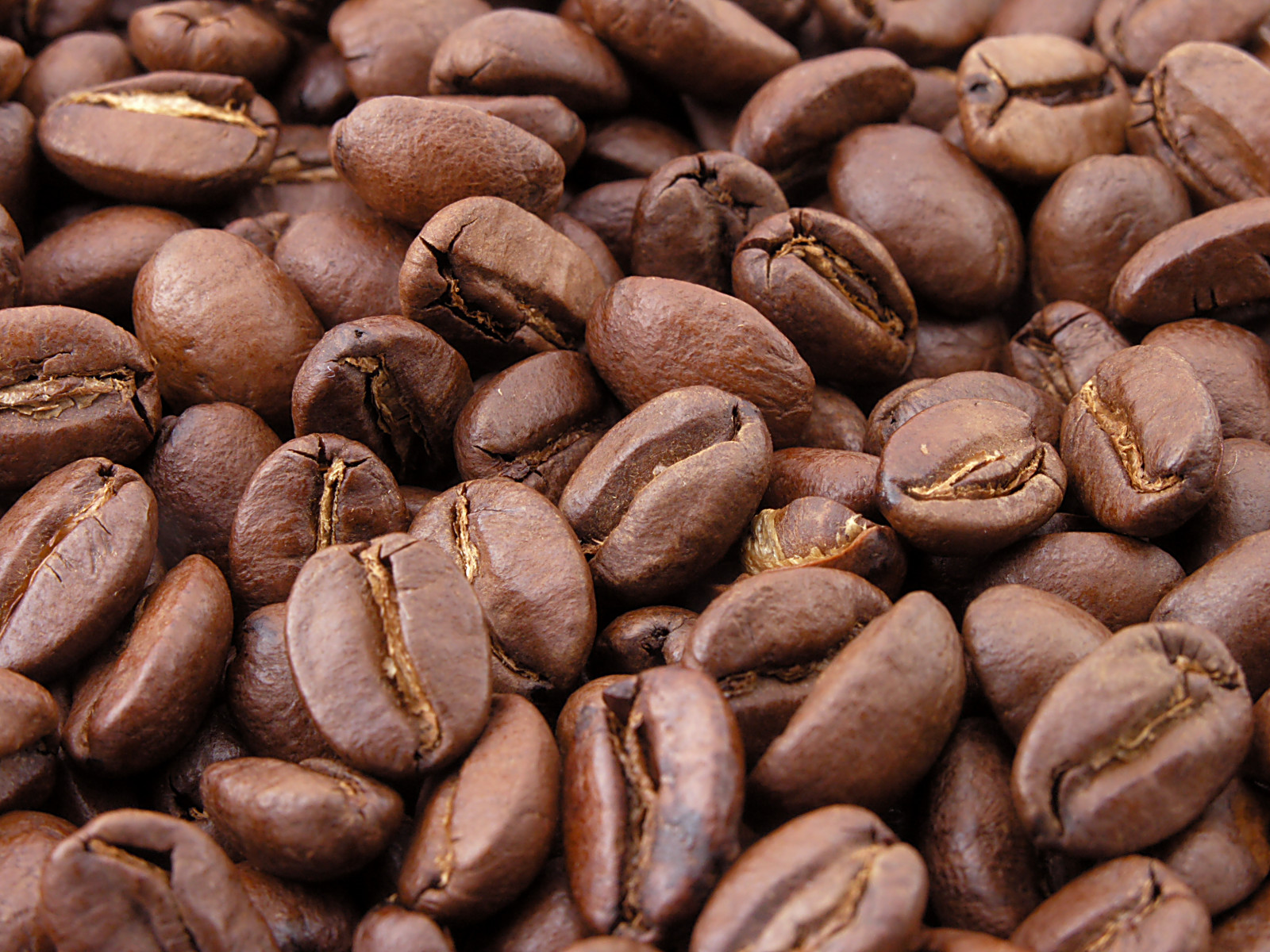
El cafè és un dels suports de l'economia hondurenya.

Hondures està començant a desenvolupar el seu potencial turístic. L'Institut Hondureny de Turisme (IHT) té com a missió "conduir el desenvolupament turístic nacional, mitjançant les activitats de planificació, impuls al desenvolupament i diversificació de l'oferta, suport a l'operació dels serveis turístics i la promoció, articulant les accions de diferents instàncies i nivells de govern."
Això, segons la visió de l'IHT, porta al fet que Hondures sigui el 2021 "el país capdavanter en l'activitat turística a nivell regional, ja que haurà desenvolupat i diversificat els seus mercats, productes i destinacions. Les empreses seran més competitives en els àmbits nacional i internacional." D'acord amb l'IHT, "el turisme serà reconegut com a peça clau en el desenvolupament econòmic i el seu creixement s'haurà basat en el respecte dels entorns naturals, culturals i socials, contribuint a l'enfortiment de la identitat nacional."
Malgrat que en l'actualitat Hondures ocupa l'últim lloc en ingrés de turistes a nivell centreamericà, aquest ocupa el quart lloc en generació de divises, després de Costa Rica, Panamà, i Guatemala (2009).
La regió que més aporta turistes a Hondures segueix sent Amèrica Central, representant el 46% de participació, la segona regió més important és Amèrica del Nord, amb una participació del 39% del total de turistes, la gran majoria provinent dels Estats Units. 10,1% dels turistes provenen d'Europa i 4,2% d'altres països del món.
Hondures compta amb molts llocs que atreuen al viatger aventurer. Des d'excursions per la jungla i submarinisme, fins a la visita d'antics jaciments maies i de pobles indígenes. En aquest país hi ha 40 zones protegides, 20 parcs nacionals i dos llocs qualificats com a patrimonis de la humanitat per la UNESCO: Copán i la Biosfera de la rica Banana.
A les Illes de la Badia, lloc que rep més del 50% dels turistes que visiten Hondures, es troben hotels i menjar de classe mundial. En un menor grau, a les ciutats turístiques més grans, com Copán Ruinas, Tela, San Pedro Sula, Tegucigalpa, l'àrea del llac de Yojoa i La Ceiba. Una vegada que el turista depassi més enllà d'aquesta ruta turística, ha d'estar preparat i conformar-se amb un allotjament bàsic, i menys infraestructura turística. Per arribar a Hondures és molt fàcil, amb molts vols directes a San Pedro Sula, Tegucigalpa i Roatán.